# Adrar (tỉnh)
Để xem vùng của Mauritanie, xem Adrar (vùng).
Adrar (tiếng Ả Rập: ولاية أدرار ) là một tỉnh ở tây nam Algérie, đặt tên theo tỉnh lỵ Adrar. Đây là tỉnh lớn thừ nhì, với diện tích 427.368 km². Dân số theo điều tra năm 2008 là 402.197 người.
Tỉnh này về phía bắc giáp Bechar, El Bayadh và Ghardaïa; về phía tây giáp Tindouf; về phía đông giáp Tamanrasset; về phía nam giáp vùng Tahoua của Niger và các vùng Kidal, Timbuktu của Mali.
Adrar bao gồm 3 vùng tự nhiên và văn hóa: Touat (Adrar, Zaouit Kounta), Gourara (Aoulef, Timimoune), vàd Tidikelt (Aoulef) và có 299 ksour.

## Các đơn vị hành chính
Tỉnh này gồm 11 huyện và 28 đô thị. Các huyện:
- Fenoughil
- Reggane
- Bordj Badji Mokhtar
- Aoulef
- Timimoune
- T'Sabit
- Aougrout
- Tinerkouk
- Charouine
- Adrar
- Zaouiat Kounta

Các đô thị là:
- Adrar
- Akabli
- Aougrout
- Aoulef
- Bordj Badji Mokhtar
- Bouda
- Charouine
- Deldoul
- Fenoughil
- In Zghmir
- Ksar Kaddour
- Metarfa
- Ouled Ahmed Timmi
- Ouled Aissa
- Ouled Said
- Reggane
- Sali
- Sebaa
- Talmin
- Tamantit
- Tamest
- Timekten
- Timiaouine
- Timimoun
- Tinerkouk
- Tit
- Tsabit
- Zaouiet Kounta